# Tugou
Nella lingua cinese il termine "Tugou" (土狗, pinyin: tǔ gǒu) significa letteralmente "cane nativo" o "pastorale", con questo nome generico si indicano diverse razze di cani originarie della Cina, nome che ancora oggi è utilizzato in abbondanza in tutto il paese.

## Storia
Tugou include la razza di cane cinese più popolare: il cane da campo cinese (中华 田园 犬, pinyin: zhōng huá tián yuán quǎn), il cane cinese Chongqing, il cane Xiasi e molte altre razze di cani autoctone distribuite in tutta la Cina.
Si ritiene che il Tugou si sia evoluto dai lupi e che sia stato addomesticato dai cinesi Han, in seguito alla loro migrazione è distribuito ampiamente in tutta la Cina.
Gli antenati del cane pastorale cinese sono simili ad altre razze di cani in Asia in quanto tutte hanno origine da lupi del sud-est asiatico. Si sono evoluti nel corso di migliaia di anni e mantengono ancora alcune delle caratteristiche del lupo come per esempio la bocca e la fronte corta; tuttavia, differentemente dal lupo, le loro orecchie sono cadenti e la coda è arrotolata. Sono distribuiti in tutto il paese come conseguenza della diffusione in Cina del popolo Han. La mancanza di una classificazione ragionevole e una definizione formale (ad eccezione di alcuni cani famosi) complica l'analisi delle razze autoctone cinesi. I nomi delle razze autoctone si basano solo sulle denominazioni popolari e cambiano a seconda dei diversi luoghi.
Ciò che ha reso la classificazione più complicata nel corso degli anni è stata l'abitudine di ibridare i cani nativi con cani di importazione.

## Caratteristiche
Il cane pastorale cinese era originariamente chiamato cane nativo, ma sono in uso anche alcuni soprannomi: il cane Tang, il cane Han e il cane da erba. Con "cane nativo" non ci si riferisce ad una specifica razza di cane mentre il termine "cane indigeno" indica che è originario della Cina. Alcuni soprannomi sono usati per specificare la zona di provenienza della razza del cane, per esempio: Segugio del Guangxi, Cane Tang Cantonese, Cane Song Mao (una forma primitiva di Chow Chow), Cane Su, Cane Qingchuan e Cane Barbuto.
In media il cane Tugou ha circa 45-50 cm di altezza al garrese.